# 第二次法國—達荷美戰爭

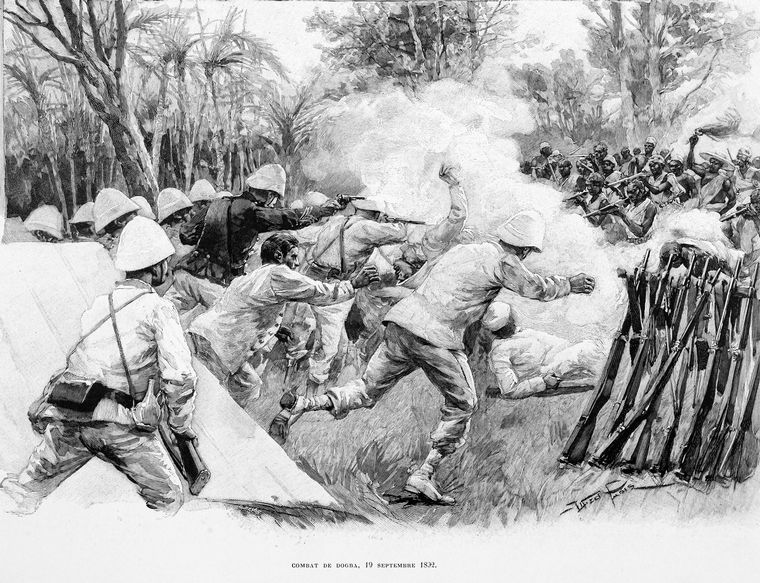
第二次法國—達荷美戰爭

第二次法國—達荷美戰爭是1892年至1894年期間，法兰西第三共和国与达荷美王国之間爆發的衝突。最終达荷美王国首都被攻佔，达荷美王国國王貝漢津向法國人投降，法国人獲勝，达荷美王国被併入法屬西非。